# باب دنیسون (بازیکن فوتبال، زاده ۱۹۰۰)
باب دنیسون (انگلیسی: Bob Dennison; ۶ اکتبر ۱۹۰۰ – ۲۴ ژوئن ۱۹۷۳) بازیکن فوتبال بود.
از باشگاه‌هایی که در آن بازی کرده‌است می‌توان به باشگاه فوتبال برایتون اند هوو آلبیون اشاره کرد.